# سؤالات حمزة بن يوسف السهمي لأبي الحسن الدارقطني
سؤالات حمزة بن يوسف السهمي لأبي الحسن الدارقطني أحد كتب الجرح والتعديل، ألفه الحافظ حمزة السهمي.

## نبذة عن الكتاب
الكتاب عبارة عن سلسلة من السؤالات الحديثية في الجرح والتعديل وعلل الحديث، وهذا الكتاب له نمط يختلف عن بقية السؤالات المؤلفة في هذا المجال، إذ إن الحافظ حمزة السهمي لم يخص الإمام الدارقطني بالسؤالات فكان لهذا الكتاب ميزة تفضيلية عن بقية أترابه. احتوى الكتاب على جملة من أقوال السهمي في الجرح والتعديل وعلل الحديث.
مما ورد في مقدمة السهمي لكتابه السؤالات:
| سؤالات حمزة بن يوسف السهمي لأبي الحسن الدارقطني | بسم الله الرحمن الرحمن أخبرنا الشيخ الجليل أبو حفص عمر بن محمد بن معمر المؤدب البغدادي رحمه الله في كتابه اذنه قال أخبرنا الوزير أبو القاسم علي بن طراد بن محمد الزينبي الهاشمي قراءة عليه سنة ست وثلاثين وخمسمائة قال أنا كمال الإسلام أبو القاسم إسماعيل بن مسعدة بن إسماعيل بن أحمد بن إبراهيم الإسماعيلي ببغداد قال قرئ علي الشيخ أبي القاسم حمزة بن يوسف السهمي وأنا حاضر أسمع سنة ثمان عشرة وأربعمائة قيل له كنت ببغداد في أيام الأمير أبي شجاع فنا خسروا وكان الملقب بجعل المعتزلي يدعو الناس الاعتزال وقد افتتن كثير من المتفقه به فرأيت في المنام أن جماعة من الفقهاء والمتفقهة في بيت مجتمعين فدخل النبي صلى الله عليه و سلم ذلك البيت فأشار إلى كل واحد منهم يقول فلان على الطهارة وفلان ليس على الطهارة فقلت هذا دليل على نبوته صلى الله عليه و سلم يعلم من هو على الطهارة ومن ليس هو على الطهارة وكنت أكرر القول وأقول هذا دليل على نبوته ورسالته ووقع لي في المنام أن الذي يقول ليس على الطهارة إنه معتزلي ومن على الطهارة هو على السنة. | سؤالات حمزة بن يوسف السهمي لأبي الحسن الدارقطني |

## وصلات خارجية
- تحميل سؤالات حمزة بن يوسف السهمي لأبي الحسن الدارقطني المكتبة الشاملة